# Born to Do It
A Born to Do It Craig David angol énekes debütáló stúdióalbuma, amelyet az Egyesült Királyságban 2000. augusztus 14-én a Wildstar Records, az Egyesült Államokban pedig 2001-ben az Atlantic Records adott ki. Az album a brit albumlista első helyén debütált, és a valaha volt leggyorsabban eladott debütáló album lett brit férfi szólóban, végül hatszoros platinalemez lett a régióban. Az album sikeres volt, több mint 7,5 millió példányban kelt el világszerte, ami az egyik legnagyobb példányszámban eladott brit R&B előadó albumává tette.
Az albumot négy kislemezzel népszerűsítették; ezek a  a Fill Me In, a 7 Days, a Walking Away és a Rendezvous. A Fill Me In 2000. április 3-án jelent meg, és kereskedelmi siker lett, az első helyen debütált a brit kislemezlistán, ezzel David lett a legfiatalabb brit férfi, akinek első kislemeze az első helyig jutott. 2009. december 28-án, amikor a BBC Radio 1 bemutatta az évtized legjobb 100 dalának listáját, a Fill Me In a 93. helyen állt. A dal nemzetközi szinten is sikeres volt, az Egyesült Államokban a 15. helyet érte el.